# Vlag van Gloucestershire

Vlag van Gloucestershire

De vlag van het Engelse graafschap Gloucestershire. ook bekend als het Severn Cross, was de winnende inzending in een wedstrijd die in maart 2008 werd gehouden door de toenmalige hoge sheriff van Gloucestershire, Jonathan Carr, ter herdenking van de 1000ste verjaardag van het graafschap. De nieuwe vlag is blauw, crème en groen gekleurd en vertegenwoordigt respectievelijk de rivier de Severn, Cotswolds Stone en de Golden Valley, Stroud. Het ontwerp was van Jeremy Bentall.

## Geschiedenis
Vóór 2008 was er een vlag van Gloucestershire beschikbaar, maar dit was eigenlijk de wapenvlag van de Gloucestershire County Council en daarom niet de officiële vlag van het graafschap. De nieuwe vlag werd in maart 2008 geregistreerd en heet het Severn Cross.
Het ontwerp was de winnende inzending in een wedstrijd van 2008, beoordeeld door de hoge sheriff van Gloucestershire, Jonathan Carr, ter ere van het millennium van het bestaan van het graafschap. Bovendien verklaarde Carr dat veel graafschappen van West Country hun eigen vlaggen hadden en dat dit jubileum de gelegenheid bood om de vlag van Gloucestershire toe te voegen. Bovendien zou de winnaar een prijs van £ 250 mee naar huis nemen.
De wedstrijd had meer dan 1000 inzendingen en de winnende inzending was ontworpen door Jeremy Bentail, een geestelijke gezondheidswerker. De 80 beste inzendingen werden vervolgens tentoongesteld in de Shire Hall. Nadat de winnaar was gekozen, werden de eerste dertig geproduceerde vlaggen gehesen door districtsraden en de Universiteit van Gloucestershire.

## Ontwerp
De vlag bestaat uit een middenblauw kruis, omlijnd in crème, tegen een appelgroene achtergrond. Het blauw staat voor de rivier de Severn, het groen staat voor de Golden Valley, Stroud en het crèmekleurige staat voor Cotswold-steen.